# Зоніанс
Зоніанс — американські громадяни, котрі жили та працювали в Зоні Панамського каналу.
Після того як у 1903 році США отримали контроль над тією територією Панами, на якій було заплановано будівництво каналу, у ній почали поселятися спеціалісти США. Зона була відокремлена стінами обох боків від Панами і охоронялась озброєними солдатами. На її територію могли потрапити тільки американські громадяни або за спеціальними дозволами. Жителі Панами або інших країн не мали права проживати там, тільки працювати як обслуговчий персонал.

## Відносини з жителя Панами
Відокремленість, різний рівень освіти не сприяли добросусідським відносинам зоніанс із жителями Панами. Для зоніанс було характерне зверхнє ставлення до панамців, небажання вивчати іспанську мову. Панамці у свою чергу вбачали в них причину свої незгод. Будь-які антиамериканські виступи панамців були спрямовані насамперед проти зони Панамського каналу, спроб прориву в неї.
9 січня 1964 року близько 500 панамських студентів провели демонстрацію з вимогою вивісити у зоні Каналу поряд з прапором США і прапор Панами. Згодом частина з них розламала паркан, перерізала колючий дріт і увійшла до зони Каналу. Поліція зони обстріляла їх. Протягом чотирьох наступних днів на кордоні зони Каналу відбувалася перестрілка. Закінчилося тим, вимога протестувальників про вивішення прапору Панами була виконана. У цих сутичках загинуло 24 панамці та 90 було поранено. Втрати американців становили 3 осіб вбитими і 30 поранених.
Ця подія підсилила ненависть місцевого населення до зоніанс, поширенню ідеї повернення зони Панамського каналу Панамі. Очільник Панами Омар Торріхос у 1977 році добився від США підписання угоди про передачу Панамі каналу. До 2000 року Зона Панамського каналу і сам канал поступово перейшла до Панами. 

## Після ліквідації зони
Переважна більшість зоніас перебралися до США, бо не могли залишатися через зміну умов проживання та ставлення до них панамців.
У США колишні зоніанс заснували «Спільноту Панамського Каналу», щороку проводять свій з'їзд у місті Орландо у штаті Флорида. Вони також збирають спогади про життя зоніанс у зоні Панамського каналу та публікують їх на своєму вебсайті.
У зоні Панамського каналу народилося багато відомих персон. Це насамперед політик Джон Маккейн, відомий бейсболіст Род Карью, автор жартівливо-філософського «закону Мерфі» — інженер Едвард Мерфі. Усі вони змогли домогтися успіху тільки переїзду до США, що свідчить про відсутність інтеграції з місцевим населенням.